# الدير في أوكوود
الدير في أوكوود هي لوحة زيتية للفنان الألماني كاسبر ديفيد فريدريك رسمها في 1809 - 1810.اللوحة ضمن مقتنيات المعرض الوطني القديم في برلين.